# Babice (gmina)
Pour les articles homonymes, voir Babice.
Babice est une gmina rurale du powiat de Chrzanów, Petite-Pologne, dans le sud de la Pologne. Son siège est le village de Babice, qui se situe environ 8 km au sud-est de Chrzanów et 36 km à l'ouest de la capitale régionale Cracovie.
La gmina couvre une superficie de 54,47 km2 pour une population de 8 803 habitants.

## Géographie
La gmina inclut les villages de Babice, Jankowice, Mętków, Olszyny, Rozkochów, Włosień, Wygiełzów et Zagórze.
La gmina borde les gminy de Alwernia, Chrzanów, Libiąż, Przeciszów et Zator.